# Lyceum templom (Pécs)
A Lyceum templom (vagy Urunk Színeváltozása templom) egy barokk stílusú római katolikus templom, amely Pécs belvárosában, a Király utcában található. A pálos rend tulajdonában lévő épület a 18. század második felében épült a szomszédságában álló kolostorral egyetemben.

## Története

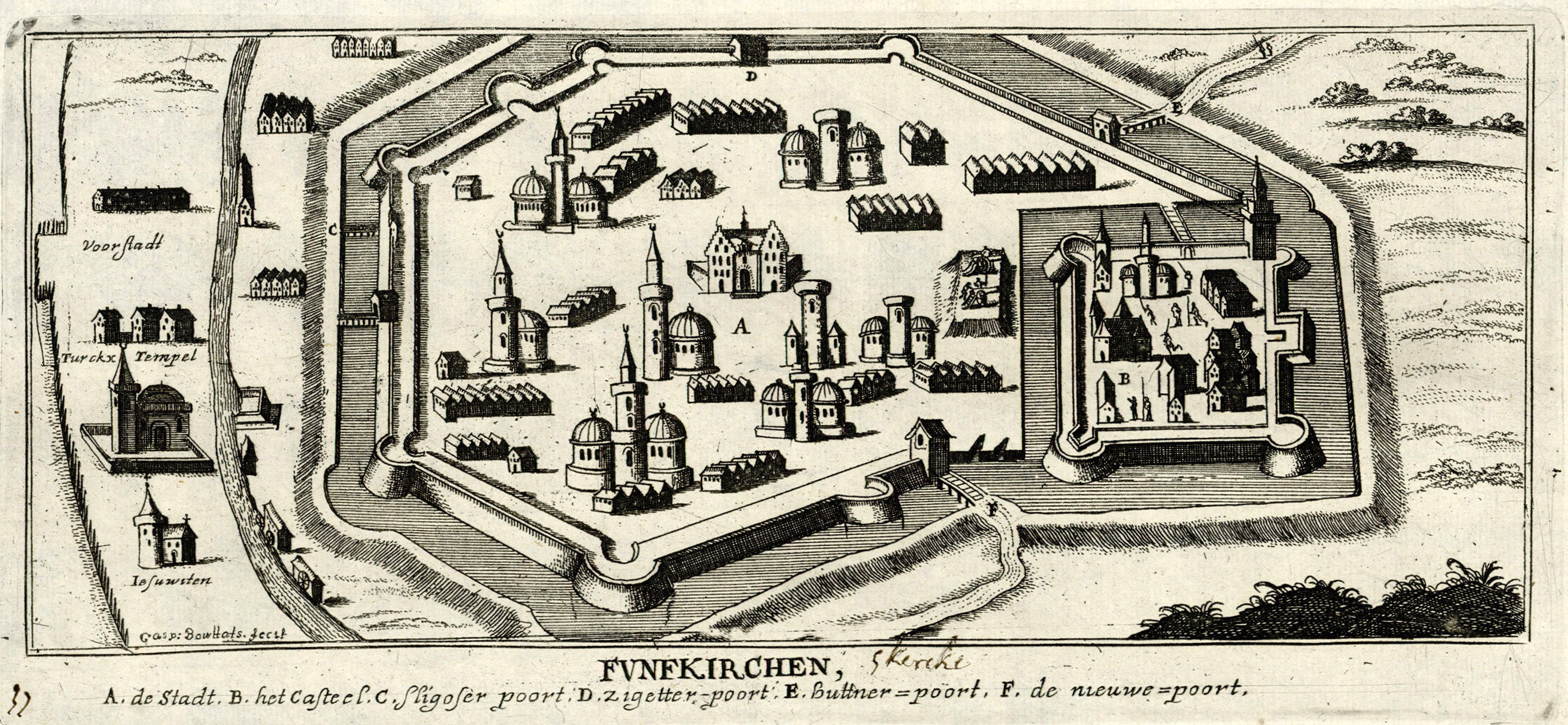
Pécs a 17. század végén

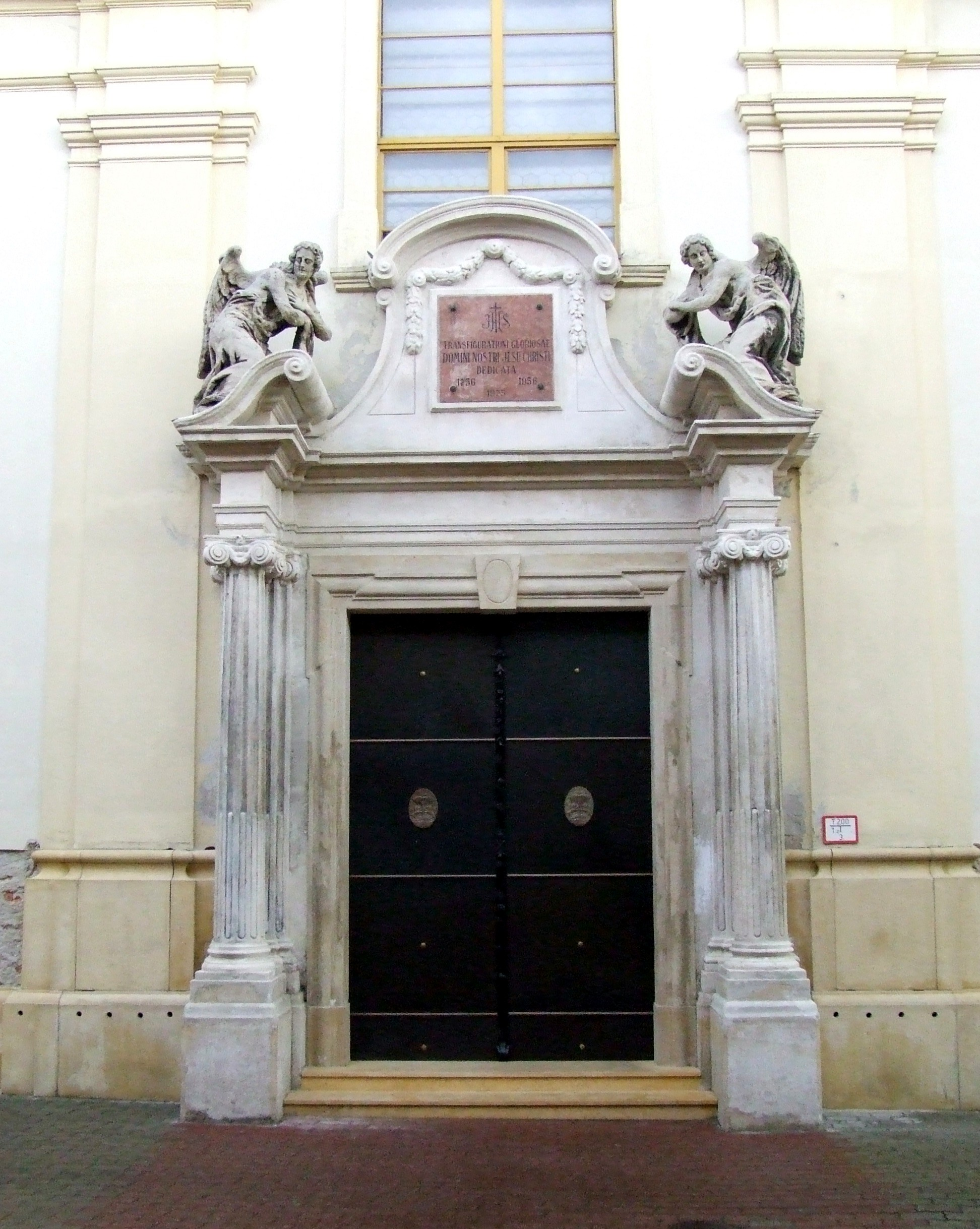
A templom bejárata

A Pécs melletti Jakab-hegyen élő remetéknek Bertalan püspök 1225-körül kolostort építtetett. Letelepedésüket pedig Szent Ágoston regulájának megfelelő életszabállyal erősítette meg. Ezzel egyidejűleg Özséb esztergomi kanonok a Pilisben alapított monostort, majd ezekből a közösségekből alakult ki a pálos rend, amelyet 1308-ban engedélyezett V. Kelemen pápa.
A török korban az épületegyüttes mai helyén Hadzsi Huszein pasa dzsámija állt ezen a helyen; a későbbi pálos templom és részben ennek köveiből épült fel.
A török hódoltságot követően, 1686-ban néhány pálos szerzetes érkezett Pécsre. 1698-ban, az egykori Budai-kapu mellett engedélyt kaptak a megtelepedésre. Barokk stílusú templomukat és kolostorukat Vépi Máté (Wépy Máté) szerzetes tervezte 1740-ben. A templom alapkövét Berényi Zsigmond püspök 1741-ben tette le. Előbb egy torony nélküli egyhajós-kápolnafülkés, hosszított szentélyű és orgonakarzatos templom épült meg. A szentély alatt kriptát alakítottak ki. A fehérre meszelt belső térben Szentháromság-oltárt állítottak, a hajó kápolnafülkéiben pedig négy-négy mellékoltárt helyeztek el, köztük egyet Remete Szent Pál (a pálosok névadója) és egyet Szent Tekla tiszteletére. A templomot 1756-ban Klimó György püspök a Szentháromság tiszteletére szentelte fel. A sekrestye, az oldalfolyosó és a két homlokzati torony 1779-ben, ismeretlen terv alapján a kolostor építésének utolsó szakaszában készült el.
II. József 1786-ban feloszlatta a pálos rendet, így épületegyüttes fél évszázadig használaton kívül állt, berendezését pedig széthordták. A városi köznyelvben 1835-óta „Lyceum templom” néven emlegetik, mert Szepesy Ignác püspök megvásárolta az épületegyüttest, majd azt a jogi és bölcseleti kar, az úgynevezett Lyceum részére felújíttatta.
A templombelső felújításakor készült el az Urunk színeváltozását ábrázoló főoltárkép, valamint a hívek adományából, a kápolnafülkékben a Mária mennybemenetele, és az eredeti templomtitulusra utalva a Szentháromság mellékoltár is. Az utóbbi antependiumán látható Szent István vértanú megkövezésének jelenete, amely Paulus Antonius Senser eszéki festő alkotása. Az oltárépítmény és a szentély két oldalán, a falfülkékben lévő Szent Istvánt és Szent Lászlót ábrázoló szobrok, valamint a szószék 1939-1940-ben, a belvárosi Gyertyaszentelő Boldogasszony-plébániatemplom átépítésekor kerültek a templomba. A diadalív jobb oldalán függ Otto Scharfer 1894-ben készült olajfestménye, amely a Patrona Hungariae-t ábrázolja.
1872-ben Kovács Zsigmond püspök megbízásából, Mücke Ferenc akadémiai festő elkészítette a szentély és a templomhajó freskóit. Az erősen megrongálódott freskókat 1929-ben Gebauer Ernő festőművész, több más pécsi templom festője, restaurálta és új kompozíciókkal egészítette ki: a hajó bal és jobb oldali kápolnafülkéiben a pálosok történetével kapcsolatos jeleneteket festett. Az 1760-ban beépített orgona helyére, 1906-ban a helyi Angster-gyár egy új, 24 regiszteres, 3 nyelvsíppal is rendelkező hangszert készített.
1997-ben a hívek szolgálatára a pálos rendé lett a templom, majd 2012-ben tulajdonjogilag is visszakapta azt a pécsi egyházmegyétől. A templombelsőt teljesen felújíttatták, és a használaton kívüli kriptában 600 urnahelyet alakíttattak ki.
A templomnak mára csupán egyetlen 500 fontos harangja maradt meg. A harangot Weinbert Péter, pécsi harangöntő készítette 1832-ben.
Az egykori pálos kolostor barokk épülete ma a Széchenyi István Gimnáziumnak ad otthont.
A templom búcsúját augusztus 6-án, Krisztus színeváltozásának legközelebb eső vasárnapján napján tartják.

## Leírása

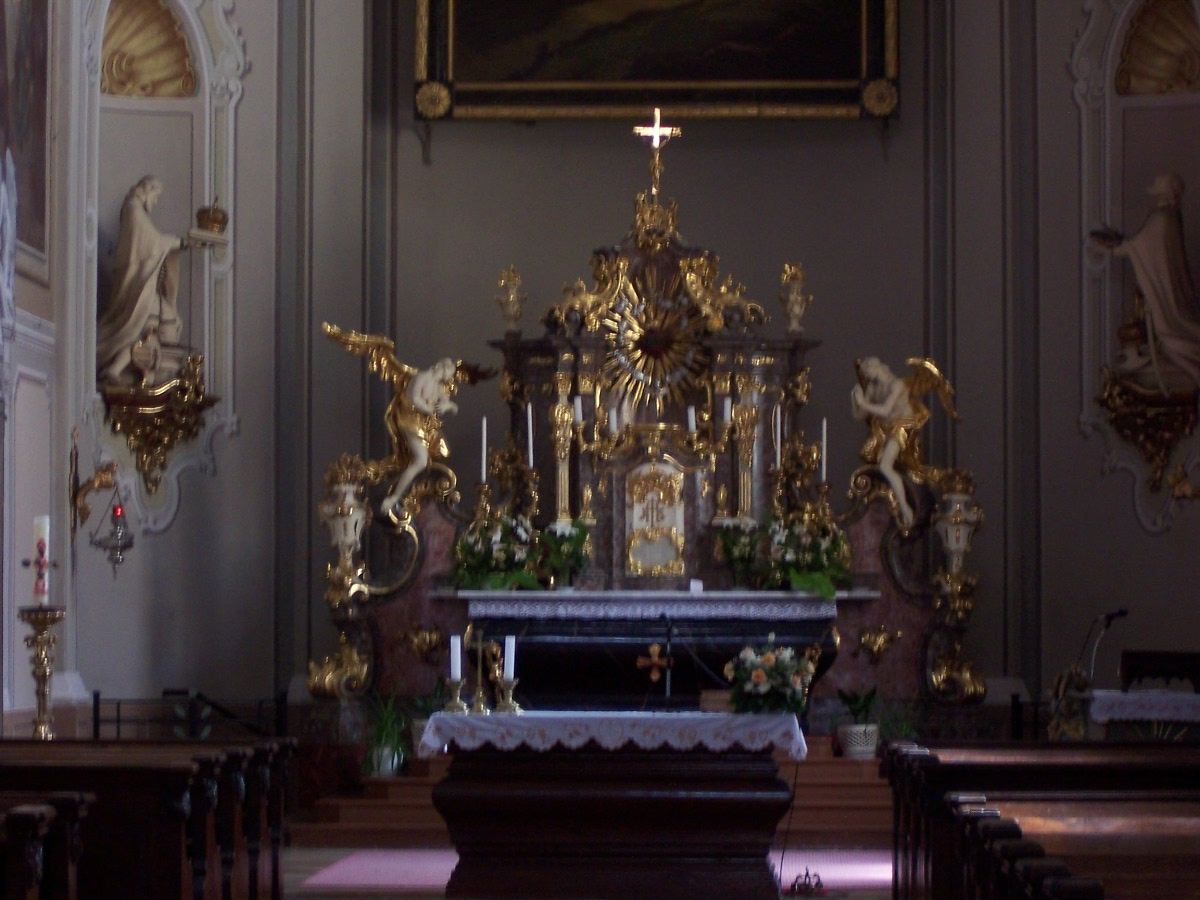
A templom oltára

Az északnyugat-délkelet tengelyű templom egyhajós elrendezésű, kétoldalt kis mélységű kápolnafülkékkel, terét pedig boltövekkel osztott csehsüvegboltozatsor fedi. A szentély íves alaprajzú, előtte ugyancsak csehsüvegboltozattal fedett négyzet foglal helyet. A külső homlokzatképzés emeletes pilaszteres rendszerű, a toronyközben barokk csigás és íves oromzat látható. A két tornyot barokk hagymasisakok fedik.
A barokk főbejárat fölött vörös márványtábla áll, latin felirattal: TRANSFIGURATIONI GLORIOSAE / DOMINI NOSTRI JESU CHRISTI / DEDICATA / 1756 / 1956 / 1975 / 2014. A tábla két oldalán egy-egy kőből faragott angyalszobor látható.